# Curious
Curious é uma fragrância feminina de Elizabeth Arden, e é o primeiro perfume endossado por Britney Spears, precedendo Fantasy. Spears ganhou $52 milhões pelo Endossamento.

## Informação
Curious foi lançado em Setembro de 2004, e foi um sucesso internacional. Foi a fragrância #1 nas lojas de departamento e, em 2005, "Curious" foi honrado pela Fragrance Foundation como a melhor fragrância feminina. Vendeu mais de 700 milhões de frascos no mundo e é o perfume de Britney que fez mais sucesso.
A fragrância tem como essência um floral branco. É uma mistura de magnólia da Louisiana, pêra Anjou dourada, flor de lótus, tuberosa, jasmim, Ciclâmen rosa, baunilha, sândalo e madeiras claras. Elizabeth Arden foi quem adicionou o toque especial de baunilha e a magnólia da Louisiana. Spears disse que a magnólia a faz lembrar de casa.

### Tagline
A tradução da tagline em português seria: Você se atreve?

## Promoção
O comercial de Curious foi feito num set ao invés de num verdadeiro hotel. O ator Eric Winter interpreta a paixão de Britney na propaganda.
A propaganda começa com Britney e Eric Winter se observando antes dos dois irem para seus quartos de hotel vizinhos. Depois eles são mostrados pensando um no outro, com ela andando para a porta do quarto de Eric Winter. Então as fantasias dela e os fatos anteriores aparecem misturados com coisas como cartoons e flores. Acaba com Britney olhando para a câmera.

## Produtos
Curious é um "eau de parfum", e está disponível em frascos de 30ml, 50 ml e 100 ml. O frasco é azul claro, e é acentuado com 2 corações rosa pendurados. O frasco de 100 mL inclui um spray aromatizante. Além desses, também há:
- "Deliciously Whipped!" loção corporal de 200 mL
- "Lather Me Up!" gel de banho 200 mL
- "You're So Smooth!" desodorante corporal de 200 mL
- "Totally Ticklish!" hidratante corporal de 20 g
- "Write On!" tubo de hidratante perfumado 14 g
- "Two Tempting!" Lip Gloss perfumado de 5 mL

## In Control
Como Curious foi  um sucesso extremo no mundo todo, uma versão limitada foi lançada em Abril de 2006. A nova fragrância, intitulada In Control foi lançada em alguns países, incluindo Estados Unidos, Canada, Japão e Europa. O frasco é o mesmo do Curious original, exceto que é preto ao invés de azul. In Control tem na sua essência nêsperas, orquídea, Crème Brûlée, feijão preto e sândalo. A fragrância é supostamente para ser doce e sexy. Apesar de, inicialmente, ser uma versão limitada por tempo limitado, ainda pode-se encontrar para comprar.
Sobre o mesmo Britney diz: "Conforme vou ficando mais vellha, os perfumes mudam comigo.""É mais exigente, é mais sensual, é preto, é sobre estar no controle. Isso é legal e inspirador ... garotas precisam disso."

### Tagline
Em português a tagline seria: Você é?

## Curious Heart
A embalagem de Curious ♥ Heart é uma mistura única com a do Curious original. O frasco tem o mesmo formato (multi-facetas), mas é projetado em um tom de rosa pálido. Ao longo da borda são alternadas flores de lis e corações e formam,no frasco, uma imagem que lembra uma tatuagem: um coração com asas aladas, uma figura muito famosa em Hollywood. A cor do frasco é para ser igual a da pela humana, para passar a ideia que os símbolos no mesmo sejam uma tatuagem.
O cheiro da fragrância é muito parecido com a do original; na essência há pêra,flor de lótus, magnolia, bauniilha, tuberosa, flores, jasmim e sândalo. É uma edição de colecionador nos Estados Unidos e mais fácil de encontrar para venda no site oficial de Elizabeth Arden

### Tagline
Em português a tagline seria: Você já encontrou o seu?